# Ou Raadsaal
L'Ou Raadsaal è un edificio storico della città di Pretoria in Sudafrica. 

## Storia
L'edificio venne fatto costruire alla fine del XIX secolo per diventare la nuova sede del governo e del Volksraad, il parlamento della Repubblica del Transvaal, e fu progettato dall'architetto olandese Sytze Wierda in stile neorinascimentale. Il contratto per la costruzione fu assegnato a John Johnstone Kirkness, un costruttore originario delle Orcadi che aveva avuto una prolifica carriera nella regione, per una somma di £82.500. La costruzione iniziò nel febbraio 1889 con la posa della prima pietra da parte del presidente Paul Kruger il 6 maggio dello stesso anno e fu completata nel dicembre 1891. Il progetto dell'edificio venne cambiato il corso d'opera con l'aggiunta di un ulteriore piano rispetto ai due inizialmente previsti. Il costo finale della costruzione ammontò a £155.000, che lo Stato poté sostenere grazie all'entrate provenienti dalle prospere miniere d'oro del Witwatersrand.
Nel 1902, la Repubblica del Transvaal venne annessa dal Regno Unito dopo la sua sconfitta nella seconda guerra boera, il Volksraad venne abolito e l'Ou Raadsaal divenne inutilizzato.